# Sôber
Sôber est un groupe de rock alternatif espagnol, originaire de Madrid. Il est formé en 1994 lorsque Carlos Escobedo poste une annonce dans un magasin local et qu'Antonio Bernardini le contacte pour former Sober Stoned. Le groupe comprenait initialement le guitariste et bassiste Carlos Escobedo, les guitaristes Jorge Escobedo et Antonio Bernardini, et de plusieurs batteurs. En 2002, avec Alberto Madrid à la batterie, le groupe publie Paradÿsso, qui se vend à 100 000 exemplaires. En 2004, ils publient Reddo.

## Biographie

### Débuts et premiers albums

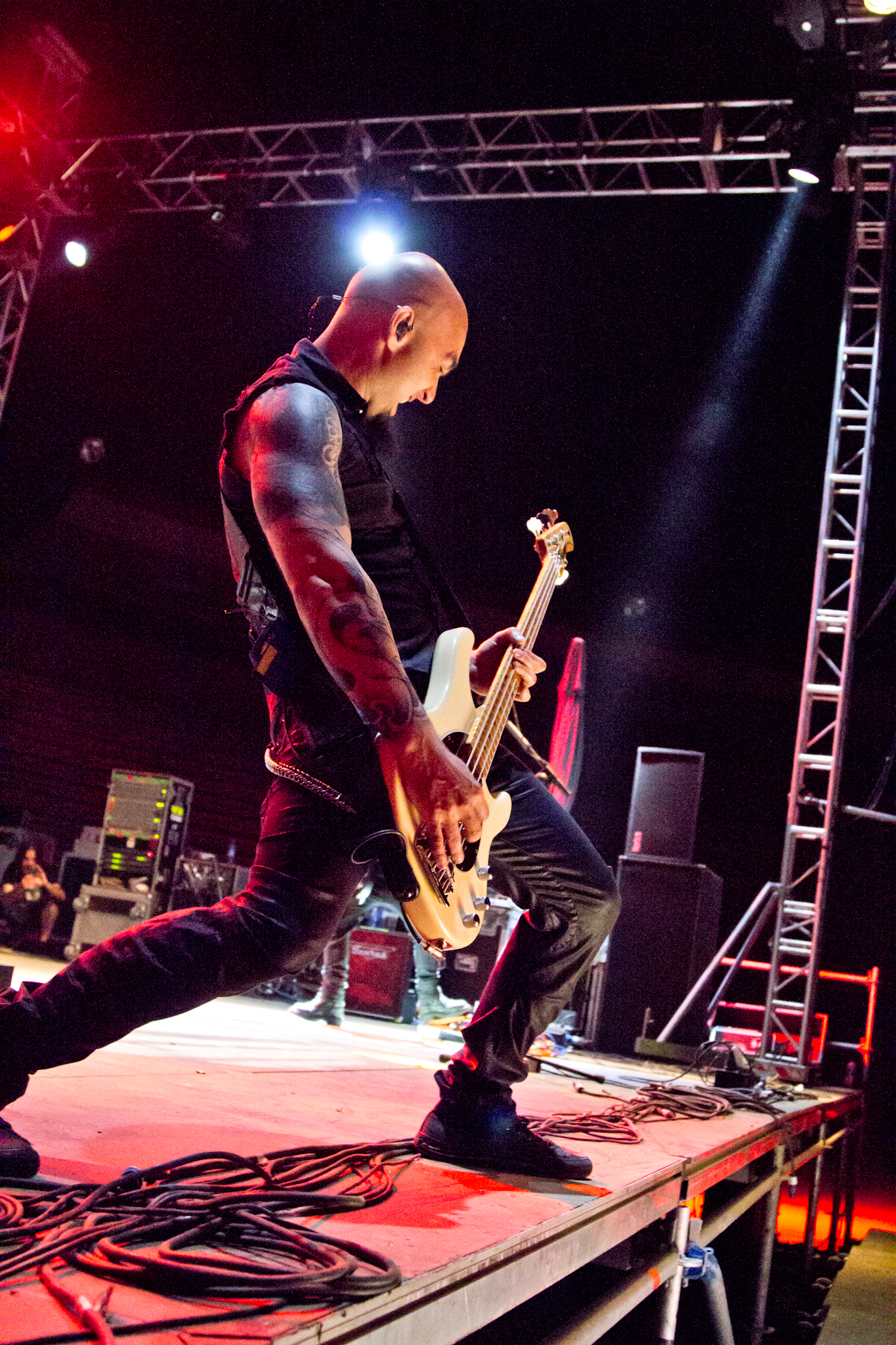
Carlos Escobedo en 2013.

Sôber est formé en 1994 à Madrid. Il est formé lorsque Carlos Escobedo poste une annonce dans un magasin local, qui est ensuite contacté par Antonio Bernardini pour former Sober Stoned. La première formation du groupe comprend les frères Escobedo, Carlos et Jorge, chant, basse et guitare, respectivement ; Antonio Bernardini, également guitariste, et Elías Romero à la batterie. Depuis, le groupe alternera entre plusieurs batteurs. Sôber reprend son nom du mot « sobre » et du morceau Sober du groupe Tool, issu de leur premier album, Undertow.
Ils commencent à chanter en anglais et, en 1994, enregistrent leur première démo, intitulé Mirror’s Way, qui comprend cinq morceaux. Peu après, le groupe signe avec son premier label. Ce label les force de passer de l'anglais à l'espagnol. En 1995, alors prêt à publier son premier album, Torcidos, le groupe assiste au dépôt de bilan de son label. Plus tard en 1997, sous leur propre label, Sober Records, ils publient finalement Torcidos.
Le groupe continue d'enregistrer de nouveaux morceaux, et l'un d'entre eux, La Prisión del placer, est inclus dans une compilation, distribuée par le magazine Heavy Rock. Le groupe reçoit nombre d'appels et de courrier, et commence de nouveau à enregistrer. Ils terminent aux Rocksoul Studios, et produisent aux côtés d'Alberto Seara. Ils enregistrent trois morceaux et envoient les samples à divers labels. Zero Records les signe en 1998. Le groupe change son nom en Sôber, et Luis Miguel Planelló remplace Elías Romero à la batterie. Vers la fin de septembre, ils publient un EP intitulé Condenado. En 1999, ils publient leur deuxième album, Morfología, qui comprend des morceaux tels que Abstinencia, Loco, Predicador et La Prisión del placer. Après l'enregistrement de l'album, Alberto Madrid remplace Luis Miguel Planelló à la batterie.
En 2000, ils publient l'EP Oxígeno (Ô₂), qui comprend des morceaux qui seront inclus dans leur troisième album, Synthesis. Il est produit par Oscar Clavel, et enregistré aux studios Kirios et Eurosonic. Certains de ces morceaux sont Versus (Vs.), Si Me Marcho et Vacío.
Synthesis est considéré par la presse comme l'un des meilleurs albums de pop rock espagnols. peu après, le groupe quitte Zero Records et signed avec Muxxic (Gran Vía Musical).

### ParadÿssoetReddo

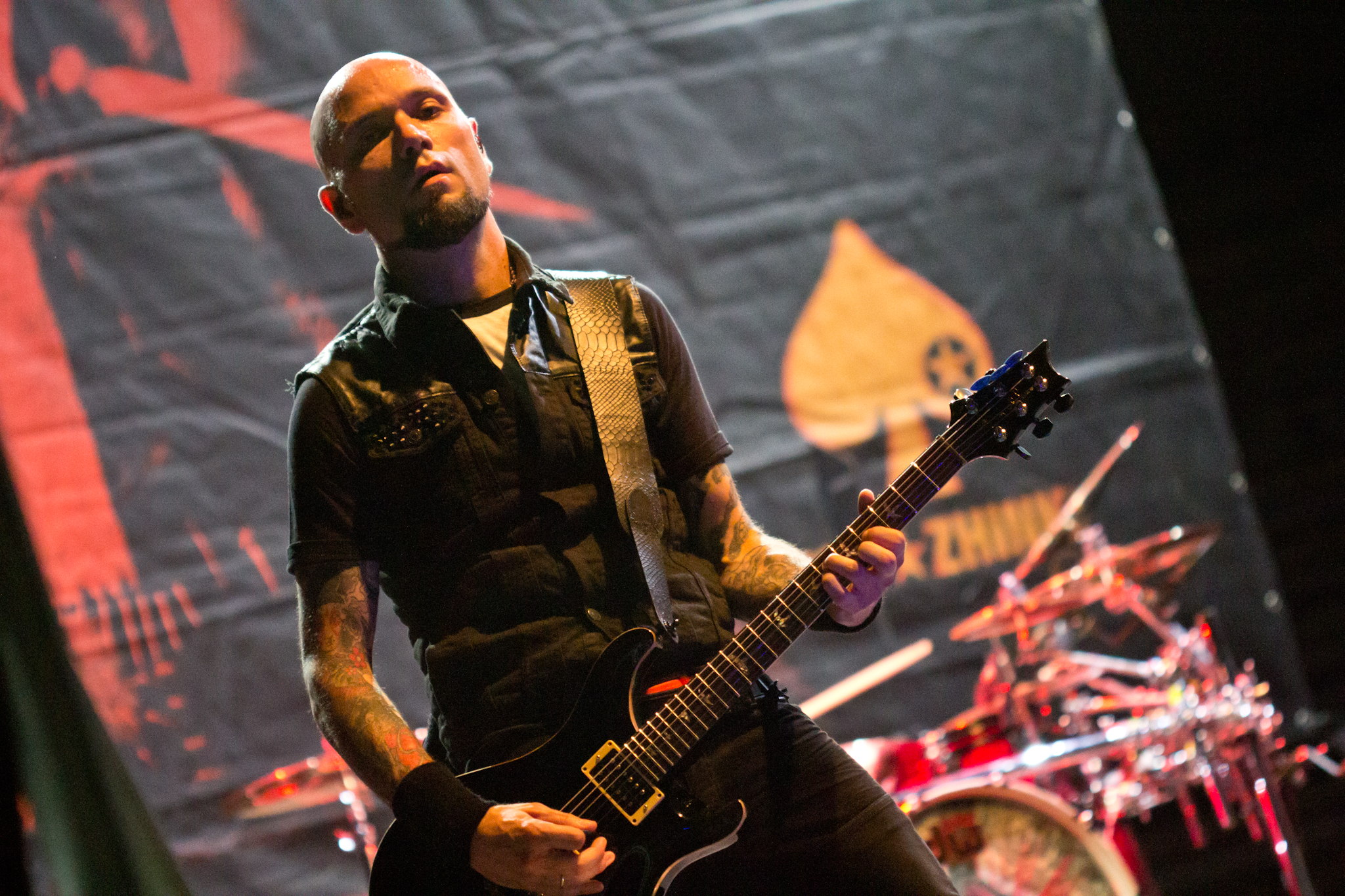
Antonio Bernardini live en 2013.

Sôber commence à se populariser sur la scène rock, et joue avec des groupes tels que Deftones, HIM, et Dover. Ils deviennent le groupe révélation après une performance au festival de rock Festimad. En 2002, après une intense tournée, ils publient leur quatrième album, Paradÿsso. Des morceaux comme Diez años et Paradysso deviennent des succès en Espagne. L'album est enregistré aux studios Cube Studios par Alberto Seara et est entièrement auto-produit par le groupe.
Après la sortie de Backstage 02/03, qui comprend trois morceaux de leur concert à Salamanca en 2003, le groupe publie son cinquième album, Reddo, qui se traduit par « réflexion » en latin. Il est de nouveau enregistré par le groupe aux Cube Studios. Il est mixé à Los Angeles par Scott Humphrey (Bon Jovi, Metallica).

### Séparation
Après plus de dix ans de carrière, le groupe décide de se séparer et de se délocaliser dans deux nouveaux projets : Savia, (projet de Carlos Escobedo avec Alberto Madrid) et Skizoo (formé par les deux guitaristes de Sôber, Antonio Bernandini et Jorge Escobedo). Le 31 octobre 2005, Universal sort un best of intitulé Grandes Éxitos 1994–2004.
Le 30 novembre 2006, Alberto Madrid meurt dans un accident de la route le long de la route M-40 à Madrid.

### Retour
Après six ans d'absence, le 1er janvier 2010, le groupe se réunit officiellement et annonce Manu Reyes à la batterie. Le groupe confirme une tournée en Espagne et en Amérique du Sud. En mars 2011, ils annoncent la sortie de Superbia, pour le 3 mai la même année au label Last Tour Records. Ils commencent ensuite une tournée à l'échelle nationale, jouant notamment au Sonisphere et au Envivo.
En février 2014, ils lancent leur nouvel album studio, Letargo.

## Membres

### Membres actuels
- Carlos Escobedo – chant, basse
- Jorge Escobedo – guitare
- Antonio Bernardini – guitare
- Manu Reyes – batterie

### Anciens membres
- Elías Romero - batterie (1994–1998)
- Luis Miguel Planelló – batterie (1998–1999)
- Alberto Madrid – batterie (1999–2005)

## Discographie

### Albums studio
- 1997 : Torcidos (Sober Records)
- 1999 : Morfología (Zero Records)
- 2001 : Synthesis (Zero Records)
- 2002 : Paradÿsso (Muxxic ; Gran Via Musical)
- 2003 : Backstage 02/03 (Muxxic ; Gran Via Musical)
- 2004 : Reddo (Muxxic  ; Gran Via Musical)
- 2005 : Grandes Éxitos 1994–2004 (Universal Music Espana)
- 2010 : De aquí a la eternidad (Universal Music Espana)
- 2011 : Superbia (Last Tour Records)
- 2014 : Letargo (Universal Music Espana)
- 2016 : Vulcano (Universal Music Espana)
- 2018 : La sinfonía del Paradÿsso (El Dromedario Records)
- 2021 : E-L-E-G-Í-A (El Dromedario Records)